# タイ・スマイル
タイ・スマイル (THAI Smile) は、タイ国際航空の子会社の航空会社で、タイ国内線と近隣国への短距離線を運航していた。

## 概要
運航当初はタイ国際航空により、別ブランドとして低運賃のサービスを提供していた。タイ航空当局から2014年3月31日付で航空運航事業許可 (AOC) を取得し、タイ国際航空から独立して運航を開始。これに伴い、同年4月10日から新たに2レターコード「WE」を使用開始した。なお、「WE」便名は3桁までで、国内線ではこれまでの「TG」のレターコードも使用し、「TG 2○○○」便名で運航する。
国内線はドンムアン空港も利用していたが、2017年1月16日より、スワンナプーム国際空港だけを利用するようになった。マイレージの加算、受託手荷物は20kgまで無料、機内食とドリンクの無償提供、無料の事前座席指定など、タイ国際航空と同等のサービスを実施している。スターアライアンスに2020年2月コネクティングパートナーとして加盟。
2023年、親会社であるタイ国際航空への吸収合併が発表され、同年12月31日をもってタイスマイルとしての運航を終了した（2024年1月1日よりタイ国際航空として運航引継ぎ）。

## 就航路線
2020年以降、新型コロナウイルス感染症の影響により、多くの定期便が運休、減便、経路変更となっている。
| 国         | 就航地 |
| ---------- | --- |
| タイ       | バンコク/スワンナプーム、チェンマイ、チェンライ、ハートヤイ、コーンケン、クラビー、ナラーティワート、プーケット、ウボンラーチャターニー、ウドーンターニー |
| カンボジア | シェムリアップ |
| インド     | ガヤ |

2023年7月現在

## 保有機材

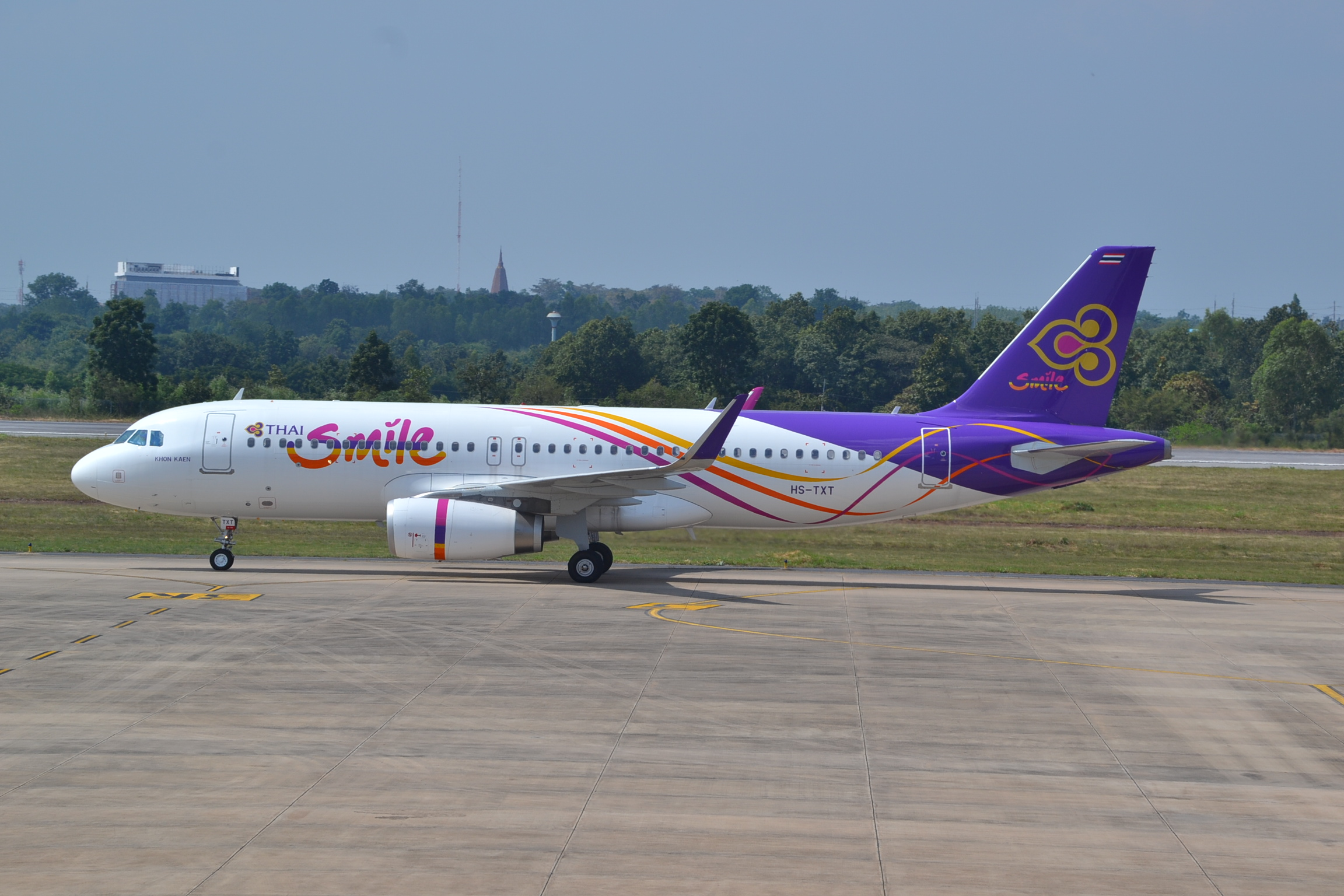
タイ・スマイルのエアバスA320型機

- エアバスA320型機 (180席): 14機

2017年9月現在